# Noah Howard
Noah Howard (New Orleans, 6 april 1943 – 3 september 2010) was een Amerikaanse jazzsaxofonist van de freejazz.

## Biografie
Howard werd geboren in New Orleans en speelde vanaf zijn jeugd muziek in zijn kerk. Hij leerde eerst trompet en schakelde later over op alt-, tenor- en sopraansaxofoon. Hij was een vernieuwer, die werd beïnvloed door John Coltrane en Albert Ayler. Hij studeerde bij Dewey Johnson, eerst in Los Angeles en later in San Francisco. Toen hij naar New York verhuisde, begon hij te spelen met Sun Ra. Hij nam zijn eerste lp Noah Howard Quartet op als leader in 1965 en zijn tweede lp Noah Howard in Judson Hall in 1966, beide voor ESP Records, maar kreeg weinig lovende kritieken in de Verenigde Staten. In de jaren 1960 en 1970 trad hij regelmatig op in de Verenigde Staten en Europa en verhuisde hij in 1968 naar Parijs. In 1969 verscheen hij op het album One For John van Frank Wright en op Black Gipsy met Archie Shepp. Als leader nam hij The Black Ark op met o.a. Arthur Doyle. In 1971 creëerde hij zijn eigen platenlabel AltSax en publiceerde hij het grootste deel van zijn muziek onder dat label.
In 1971 nam hij Patterns op in Nederland met Misha Mengelberg en Han Bennink. Hij verhuisde in 1972 naar Parijs, woonde in 1982 in Nairobi en verhuisde eind 1982 naar Brussel, waar hij een studio had en een jazzclub runde. Hij nam gestaag op in de jaren 1970 en 1980, verkende funk en wereldmuziek in het laatste decennium en nam op voor AltSax. In de jaren 1990 keerde hij terug naar zijn freejazz-oorsprong, bracht onder meer uit bij Cadence Jazz Records en kreeg opnieuw lovende kritieken. Zijn laatste twee albums Desert Harmony (2008, met Omar al Faqir) en Voyage (2010) weerspiegelden zijn interesse in wereldmuziek en werden beïnvloed door Indiase, Latijns-Amerikaanse en Midden-Oosterse muziek.

## Overlijden
Noah Howard overleed in september 2010 op 67-jarige leeftijd aan de gevolgen van een hersenbloeding. Hij wordt overleefd door zijn vrouw Lieve Fransen.

## Discografie
- 1966: Noah Howard Quartet (NYC) met Ric Colbeck, Scotty Holt, Dave Grant (door ESP-Disk)
- 1966: At Judson Hall (New York) met Dave Burrell, Norris Jones alias Sirone, Rik Colbeck, Bobdoor Kapp, Catherine Norris (door ESP-Disk)
- 1969: The Black Ark (New York) met Arthur Doyle, Earl Cross, Mohammed Ali, Juma Sultan, Norris Jones (alias Sirone), Leslie Waldron (door Freedom Records 1971; Opnieuw uitgebracht in 2004 en 2010 door BoWeavil)
- 1969: One for John (Frankrijk) met Bobdoor Few, Muhammed Ali, Frank Wright (door BYG Actuel)
- 1969: Black Gipsy (Frankrijk) met Archie Shepp, Earl Freeman, Sunny Murray, Clifford Thornton, Chicago Beauchamps, Dave Burrell, Julio Finn, Leroy Jenkins (door America, Prestige en Musidisc)
- 1970: Archie Shepp - Pitchin Can (Frankrijk) met Archie Shepp, Bobdoor Few, Bob Reid, Clifford Thornton, Muhammed Ali, Al Shorter, Lester Bowie, Sunny Murray, Julio Finn, Noah Howard, Leroy Jenkins, Dave Burrell, Earl Freeman, Chicago Beauchamps (door America)
- 1970: Space Dimension (Frankrijk) met Frank Wright, Bobdoor Few, Art Taylor (door Musicdisc Europe/America)
- 1970: Uhuru na Umoja (Frankrijk) met Frank Wright, Bobdoor Few, Art Taylor (door Musicdisc Europe/America en Verve; opnieuw uitgebracht in 2004)
- 1972: Live at the Village Vanguard (New York) met Frank Lowe, Robert Bruno, Earl Freeman, Juma Sultan, Rashied Ali (door Freedom Records en Ironman records in 2004/Polydor)
- 1970: Church Number Nine (Frankrijk, uitgebracht in 1973) met Frank Wright, Bobdoor Few, Mohamed Ali (door Calumet)
- 1971: Patterns (Nederland) met Han Bennink, Steve Boston, Earl Freeman, Misha Mengelberg, Jaap Schoonhoven (door Altsax Records/opnieuw uitgebracht door Eremite Records in 1976)
- 1974: Live at the Swing Club (Italië) met Michael Smith, Noel McGhie, Bob Reid (door Altsax Records)
- 1974: Tapestry - Ted Daniels Quintet met Tim Ingles, Jerome Cooper, Kahn Jamal, Richard Daniel en Ted Daniels (door Altsax Records; distributie door Sub Records)
- 1975: Live in Europe, Volume 1 (over Europa) met Takashi Kako, Kent Carter, Muhammad Ali, Oliver Johnson (door Altsax Records; distributie door Sun Records)
- 1975: Berlin Concert (Duitsland) met Takashi Kako, Kent Carter, Oliver Johnson, Lamont Hampton (door FMP Records)
- 1976: Patterns met Han Bennink, Steve Boston, Earl Freeman, Misha Mengelberg, Jaap Schoonhoven (door Sun Records)
- 1977: Red Star (Frankrijk) met Bobdoor Few, Guy Pederson, Richard Williams, Kenny Clarke (door Mercury Records/opnieuw uitgebracht door Boxholder)
- 1977: Schizophrenic Blues (Berlijn) met Itaru Oki, Jean-Jacques Avenel, Oliver Johnson (door FMP Records)
- 1979: Ole (van Live in Europe, Volume 1) met Takashi Kako, Kent Carter, Muhammad Ali, Oliver Johnson (door Chiaroscuro Records)
- 1979: Patterns/Message to South Africa (Parijs) met Johnny Dyani, Kali Fasteau, Chris McGregor, Noel McGee (door Eremite records)
- 1980: Traffic (Paris, uitgebracht in 1983) met Bobdoor Few, Joe Maka, Clint Jackson (door L'Orsa Maggiore)
- 1988: Migration (België) met Tammy Hall, Marty Townsend, Jan Verheyen, Walter Metz en Lode Jansen (door Altsax Records)
- 1992: At Documenta IX (Nederland) met Michael Joseph Smith, Jack Gregg, Chris Henderson (door Megadisc; opnieuw uitgebracht door Boxholder in 2002)
- 1997: Live at the Unity Temple (Chicago) met Bobdoor Few, Wilbur Morris, Calyer Duncan (door Ayler Records)
- 1997: Expatriate Kin (Verenigde Staten) met Zusaan Kali Fasteau, Bobdoor Few (door CIMP)
- 1997: West from 42nd (New York, uitgebracht in 1998) met Eve Packer (door Altsax Records 9008)
- 1997: In Concert (Amsterdam, uitgebracht in 1998) met Bobdoor Few, James Lewis, Calyer Duncan (door Cadence Jazz Records)
- 1997: Camaraderie (New York; uitgebracht in 1998) met Kali Z. Fasteau en Bobdoor Few, Joe McPhee, Sonelius Smith, Warren Smith, Mike Wimberly, Bobdoor Kapp (door Flying Note/CJR)
- 1999: Between Two Eternities (New York) met Bobdoor Kapp (door CJR)
- 2000: Noah Howard Quartet: live at Copparlunden (door Ayler Records, niet uitgebracht)
- 2000: Back to the Future Project (New York) Bobdoor Kapp, Dave Burrell, Gene Perla, Billy Bang (niet uitgebracht)
- 2000: Patterns/Message to South Africa met Han Bennink, Steve Boston, Earl Freeman, Misha Mengelberg, Jaap Schoonhoven / Johnny Dyani, Kali Fasteau, Chris McGregor, Noel McGee (door Eremite Records)
- 2001: Red Star met Bobdoor Few, Guy Pederson, Richard Williams, Kenny Clarke (door Boxholder Records)
- 2001: Live in Paris (Parijs) met Boulou Ferret, Joe Lee Wilson, François Tusques, Jack Greg, Armando, Daniel Berchet (door Altsax Records)
- 2001: Middle Passage (België) met J. Emmanuel (door Altsax Records)
- 2001: That Look (New York) met Eve Packer, Wilber Morris, Bob Cunningham, Warren Smith, Leo Izzo (door Boxholder)
- 2002: Window 9/11 (België) met Eve Packer, Cesare, Tammy Hall, Marty Townsend, Jan Verheyden, Walter Metz (door Altsax Records)
- 2002: NY Woman (New York) met Eve Packer, Wilber Morris, Calyer Duncan (door Altsax Records)
- 2002: Dreamtime (uitgebracht in 2003) met Lode Jansen (door Altsax Records)
- 2002: Church Number Nine met Frank Wright, Bobdoor Few, Mohamed Ali (door Black Keys Records)
- 2003: The Eye of the Improviser career-spanning compilatie (door Altsax Records / Distributie: Northcountry/Cadence)
- 2002-2003: Cruisin w/moxie (New Orleans en Brussel) met Cesare, Tammy Hall, Marty Townsend, Jan Verheyen, Walter Metz (door Altsax Records)
- 2004: Live at the Village Vanguard met Frank Lowe, Robert Bruno, Earl Freeman, Juma Sultan, Rashied Ali (door Ironman Records)
- 2004: Now Playing (New York) met Eve Packer (door Altsax Records)
- 2007: Chris Chalfant - Convergence met Chris Chalfant, Noah Howard, Wilber Morris, Calyer Duncan (door Chris Chalfant Music)
- 2007: Entre creation et exil (door Maxime Coton for Dispersal Collectif, niet uitgebracht)
- 2007: The Black Ark met Arthur Doyle, Earl Cross, Mohammed Ali, Juma Sultan, Norris Jones, Leslie Waldron, Earl Freeman (door Bo'Weavil Recordings)
- 2007: Desert Harmony (Jordan) met Omar al-Faqir (door Altsax Records)
- 2009: Transit Mission (Paris en New York) met Bobdoor Kapp (door Altsax Records)
- 2010: Voyage (Belgium) (door Altsax Records)
- 2010: First and Last (New York; uitgebracht in 2011) met Eve Packer (door Altsax Records)
- ????: Live in Scotland met Bobdoor Few, Grame Steven, Stu Ritchie, Scott Cruikshank (niet uitgebracht)

- Biblioteca Nacional de España: XX973329
- Bibliothèque nationale de France: cb138283244 (data)
- Gemeinsame Normdatei: 13481925X
- International Standard Name Identifier: 0000 0000 8140 148X
- Library of Congress Control Number: no92002948
- MusicBrainz: dbc053ba-fd0e-4f1c-8eac-7d400cdd7fd7
- Nederlandse Thesaurus van Auteursnamen: 098008838
- Système universitaire de documentation: 243795947
- Virtual International Authority File: 61109137
- WorldCat: E39PBJxWYCVQ8DmKkPXC4669Xd